# Test-Achats
Testachats (en néerlandais : Testaankoop) est une organisation de consommateurs belge fondée en 1957 et l'un des magazines édités par cette association.

## Historique
L'association de consommateurs Testachats est fondée en 1957 par Louis Darms en Belgique. 
Testachats initie plusieurs affaires comme le test des marques d'essences en 1962, l'enquête en 1967-68 sur les promoteurs d'appartements, la découverte de mercure dans les poissons en 1973, ou encore le scandale des laboratoires médicaux en 1979.  
Dans les années 1980, Testachats s'oriente davantage vers la défense juridique de ses membres, comme, à titre d'exemple, face à certains contrats d'adhésion à des compagnies d'électricité ou d'eau.  
L’Echo du 24 août 2006 annonce que l’association et les agents immobiliers ont mis sur pied un contrat-type pour uniformiser les relations contractuelles entre les agents immobiliers et leurs clients. 
Le « maître-achat » est le produit ou le service qui représente le meilleur rapport qualité-prix dans les tests comparatifs du magazine.
Testachats publie également des périodiques d'informations et de conseils financiers : Testachats invest, une lettre d'information hebdomadaire généraliste principalement orientée sur les actions, et un mensuel consacré aux fonds, aux produits d'épargne etc. Ce faisant, Testachats est la seule association de défense de consommateurs au monde à intégrer une dimension de conseils financiers[réf. nécessaire].
Testachats prend notamment la défense active de ses membres lors du scandale financier Fortis qui secoue la Belgique lors de la crise financière de 2008.
L'association est membre de International Consumer Research & Testing, Euroconsumers, du Bureau européen des unions de consommateurs et de Consumers International.

## Activités
Magazines édités :
- Testachats
- Budget & Droits
- Test Santé
- Testachats invest
- Test Connect